# Kher-heb
kher-heb o khery-heb è il nome con cui, nell'antico Egitto veniva designata una classe di sacerdoti.

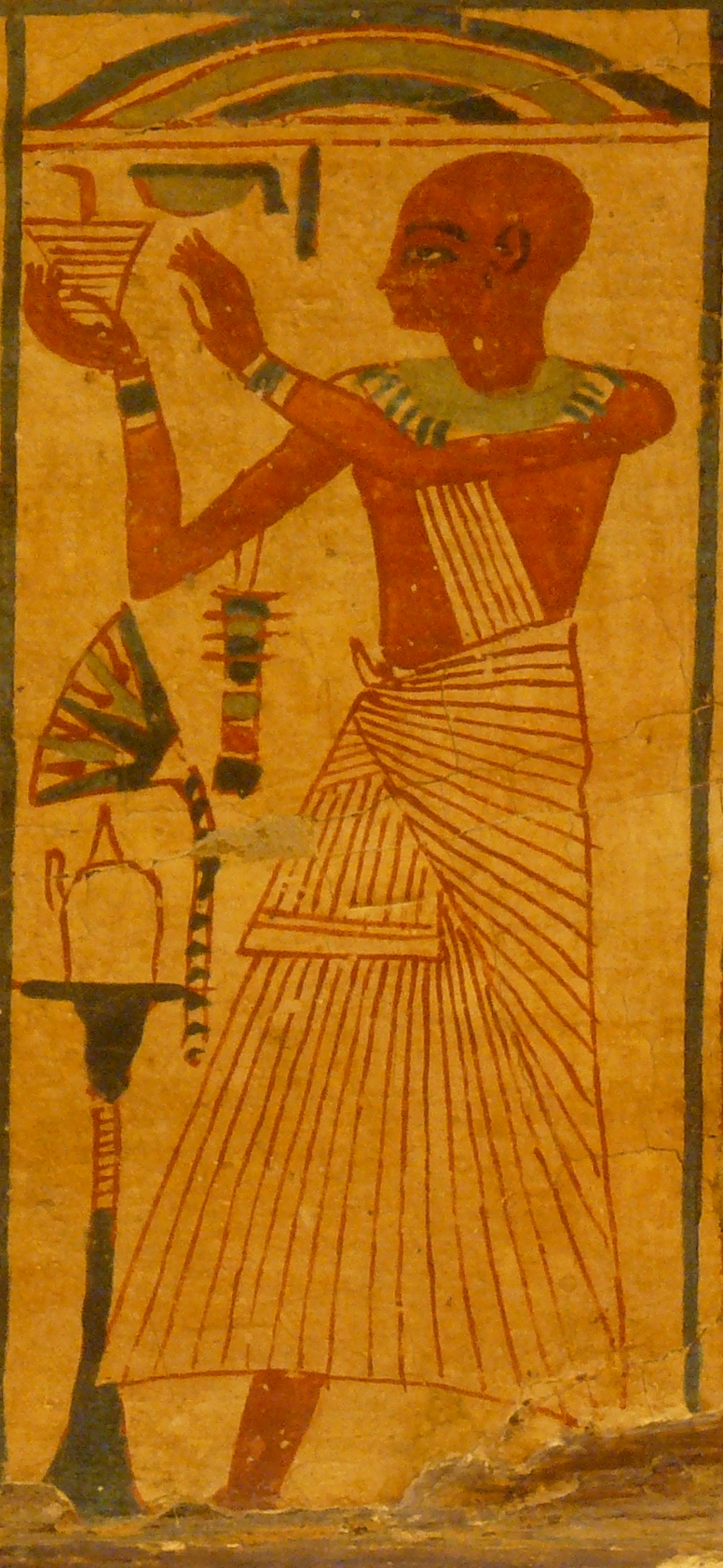
Sacerdote kher-heb

Durante l'Antico Regno con i geroglifici
| V28 | T28 | b |

 con la variante
| T28 · r | V28 | b | W3 · N5 |

 - traslitterato ẖry ḥb
venne usato per indicare i sacerdoti-lettori che avevano il compito di declamare le formule sacre durante il culto.
In seguito il termine venne associato ai sacerdoti addetti ai riti funebri nelle necropoli, detti
| nTr | T28 · r · t |

 traslitterato ẖr.t nṯr
con il compito di pronunciare le formule magiche rituali per consentire la vita al defunto nei Campi Iaru.
Veniva raffigurato vestito con una fascia bianca incrociata sul torace.